# Список графов и герцогов Омальских

Графство Омаль в составе Нормандии. XII век
Территория графства Омаль
Остальная часть герцогства Нормандия

Графы и герцоги Омальские (фр. Comtes et ducs d'Aumale) — титул правителей Омальского графства (c 1547 г. — герцогства).

## Сеньоры д’Омаль
- X век : Геримфред;
- ????-1052 : Гуго II де Понтье († 1052), граф Понтье,
женат на Берте Омальской, дочери предыдущего;
- 1052—1053 : Ангерран II де Понтье († 1053), граф Понтье, сын предыдущего,
женат на Аделаиде Нормандской, дочери Роберта II, герцога Нормандии;

В 1053 г. за участие Ангеррана II де Понтье в восстании нормандских баронов против герцога Вильгельма II сеньория Омаль была конфискована.

## Графы д’Омаль

### Дом де Блуа

Герб графов д’Омаль

После нормандского завоевания Англии король Вильгельм Завоеватель передал Омаль с титулом графа третьему мужу своей сестры Аделаиды Нормандской Эду III де Блуа.
- 1069—1115 : Эд III де Блуа, граф де Труа и де Мо (1047—1066), сын графа Этьена II де Труа и Адель, женат (1060) на Аделаиде Нормандской;
- 1115—1127 : Стефан Омальский († 1127), сын предыдущего;
- 1127—1179 : Вильгельм Омальский († 1179), сын предыдущего;
- 1179—1194 : Хависа Омальская († 1214), дочь предыдущего,
замужем первым браком (1180) за Уильямом де Мандевилем († 1189), графом Эссексом,
замужем вторым браком (1190) за Гильомом де Форсом († 1195);
замужем третьим браком за Бодуэном де Бетюном († 1211).

В 1194 году Филипп II Август, король Франции, конфисковал графство Омаль у Вильгельма де Фора. Тем не менее в Англии последний и его потомки продолжали носить титул графов Омальских (графы, а позднее герцоги Альбемарль). Наследственные владения этого титула располагались в западном Йоркшире (Холдернесс) и северном Линкольншире.

### Дом де Даммартен

Герб дома де Даммартен

- 1204—1227 : Рено де Даммартен (1175—1227), граф Булони, сын Альберика II, графа де Даммартен и Матильды Клермонской;
- 1227—1234 : Филипп Юрпель (1200—1234), сын Филиппа II Августа, короля Франции,
женат (1216) на Матильде де Даммартен († 1260), дочери предыдущего;
- 1234—1237 : Симон де Даммартен (1180—1239), граф Понтье, младший брат Рено де Даммартена;
- 1239—1278 : Жанна де Даммартен (1220—1278), дочь предыдущего,
замужем (1237) за Фердинандом III, королём Кастилии;

#### Кастильский дом (Иврейская династия)
- 1239—1252 : Фердинанд III, король Кастилии,
женат (1237) на Жанне де Даммартен;
- 1252—1260 : Фердинанд Омальский (1238—1260), сын предыдущих;
- 1260—1302 : Жан I Омальский († 1302), сын предыдущего;
- 1302—1343 : Жан II Омальский (1293—1343), сын предыдущего;
- 1343—1387 : Бланка Омальская († 1387), дочь предыдущего;
замужем (1340) за Жаном V д’Аркуром († 1355), графом д’Аркуром;

### Дом д’Аркур

Герб дома д’Аркур

- 1343—1356 : Жан V д’Аркур († 1355), граф д’Аркур, муж Бланки Омальской;
- 1356—1389 : Жан VI д’Аркур (1342—1389), граф д’Аркур, сын предыдущих;
- 1389—1452 : Жан VII д’Аркур (1370—1452), граф д’Аркур, сын предыдущего;
- Жан VIII д’Аркур (1396—1424), сын предыдущего, титулярный граф Омальский.

### Лотарингский дом (Водемонская линия)

Герб Водемонской линии Лотарингского дома

- 1452—1458 : Антуан де Водемон (1393—1458), граф де Водемон,
женат (1416) на Марии д’Аркур (1398—1476), дочери Жана VII д’Аркура, графа Омальского;
- 1458—1472 : Жан VIII д’Аркур-Лотарингский († 1472), сын предыдущего;
- 1472—1508 : Рене II Лотарингский (1451—1508), герцог Лотарингии, герцог де Бар, граф де Водемон, сын Ферри II де Водемона и внук Антуана де Водемона, графа Омальского;
- 1508—1547 : Клод I Лотарингский (1496—1550), герцог де Гиз, сын предыдущего;

В 1547 году Омаль получил статус герцогства.

## Герцоги д’Омаль

### Лотарингский дом

Герб герцогов Омальских из Лотарингского дома

- 1547—1550 : Клод I Лотарингский (1496—1550), герцог де Гиз;
- 1550—1573 : Клод II Омальский (1526—1573), маркиз де Майенн, сын предыдущего;
- 1573—1595 : Карл Омальский (1555—1631), сын предыдущего;
- 1595—1618 : конфисковано королём Франции
- 1618—1638 : Анна Омальская (1600—1638), дочь предыдущего,
замужем (1618) за Генрихом I Савойским (1572—1632), герцогом де Немур;

### Савойский дом (Немурская линия)

Герб герцогов де Немур из Савойского дома

- 1638—1641 : Людовик Савойский (1615—1641), герцог де Немур, граф Женевский, сын предыдущих;
- 1641—1652 : Шарль-Амедей Савойский (1624—1652), герцог де Немур и граф Женевский, брат предыдущего;
- 1652—1659 : Генрих II Савойский (1625—1659), архиепископ Реймский, герцог де Немур и граф Женевский, брат предыдущего;
- 1659—1686 : Мария-Жанна-Батиста Савойская (1644—1724), герцогиня Женевская, дочь Шарля-Амедея Савойского.

В 1686 г. герцогство Омальское было продано Луи-Огюсту де Бурбону, герцогу Мэнскому.

### Династия Бурбонов
- 1686—1736 : Луи-Огюст де Бурбон (1670—1736), герцог Мэнский, граф д’Э, незаконнорожденный сын Людовика XIV, короля Франции, и мадам де Монтеспан;
- 1736—1775 : Луи-Шарль де Бурбон (1701—1775), герцог Жизорский, граф д’Э и граф де Дрё, сын предыдущего;
- 1775—1793 : Луи-Жан-Мари де Бурбон (1725—1793), герцог де Пентьевр, де Рамбуйе и де Жизор, сын Луи-Александра де Бурбона, графа Тулузского, дяди предыдущего;
- 1814/1815-1821 : Луиза-Мария-Аделаида де Бурбон (1753—1821), дочь предыдущего, замужем за Луи-Филиппом «Эгалите» (1747—1793), герцогом Орлеанским;
- 1821—1822 : Луи-Филипп I (1773—1850), король Франции (c 1830);
- 1822—1897 : Анри Орлеанский (1822—1897), сын предыдущего.

### Современный титул
- с 1996 : Фульк Орлеанский (род. 1974), пра-пра-пра-внучатый племянник предыдущего.